# A játékos (film, 2007)
A játékos (Die Spieler / The Gamblers) egy 2007-es nagyon alacsony költségvetésű német film, amit Sebastian Bieniek rendezett.

## Története
Dosztojevszkij A játékos című művének különleges adaptációja, melyet a rendező Tarr Béla mentori közreműködésével készített. A Berlin külterületén játszódó film a viszonzatlan szerelem témáját dolgozza fel.

## Díjak
- 10. Festival Filmesek Sanghaj
- Festival Filmesek Nanking
- 31. Festival Filmesek Kairó
- 10. Festival Filmesek Mumbai
- 10. Festival Filmesek Dhaka
- 26. Festival Filmesek Uruguay
- 6. Festival De Cine Pobre Kuba
- 5. CINEFEST Festival Filmesek Miskolc
- 15. Festival Filmesek Valdivia, Chile
- 3. Festival Filmesek Dusanbe
- 5. Festival Filmesek Abuja